# موزه مردم‌شناسی قصر شیرین
موزه مردم‌شناسی قصر شیرین موزه‌ای در شهر قصر شیرین است که به اداره کل میراث فرهنگی، گردشگری و صنایع دستی استان کرمانشاه تعلق دارد و در محل کاروانسرای عباسی قصر شیرین در خیابان شهدای این شهر قرار گرفته‌است. این موزه در ۲ شهریور سال ۱۳۸۷ خورشیدی تأسیس شده‌است. موزهٔ مردم‌شناسی قصر شیرین بزرگ‌ترین موزهٔ مردم‌شناسی در استان کرمانشاه محسوب می‌شود.

## راه‌اندازی موزه
در سفر رئیس جمهور و هیأت وزیر به استان کرمانشاه و در جلسهٔ هیئت وزیران در تاریخ ۳۰ آذر ۱۳۸۵ در شهر کرمانشاه، ایجاد موزهٔ مردم شناسی در پنج شهرستان صحنه، دالاهو، پاوه، قصرشیرین، و جوانرود به تصویب رسید. با این حال برای موزهٔ قصر شیرین بودجهٔ جداگانه‌ای در نظر گرفته نشد و مقرر شد بودجهٔ این موزه از همان بودجهٔ در نظر گرفته شده برای کاروانسرای عباسی قصر شیرین پرداخت شود. متعاقباً موزهٔ مردم‌شناسی قصر شیرین در روز ۲ شهریور ۱۳۸۷ همزمان با دومین روز از هفتهٔ دولت گشایش یافت.

## ساختمان موزه
موزهٔ مردم‌شناسی قصر شیرین در بخشی از ساختمان کاروانسرای عباسی قرار دارد. این کاروانسرا بنایی مربوط به دورهٔ حکومت صفویان بر منطقهٔ کرمانشاه است که بر سر راه تجاری و زیارتی کرمانشاه به بغداد ساخته شده‌است. زمین کاروانسرا ۳۶۰۰ مترمربع وسعت دارد و معماری آن شکل ساده‌ای از معماری دورهٔ اسلامی را نشان می‌دهد. این کاروانسرا در سال ۱۳۸۶ مرمت شد.
موزهٔ مردم‌شناسی در بخش اصطبل این کاروانسرا قرار دارد که هزار متر مربع وسعت دارد. بخش‌های دیگر کاروانسرا نیز به بازارچه تبدیل شده‌است.

## اشیای موزه
در موزهٔ مردم‌شناسی قصر شیرین پوشاک کُردی کردان جنوب کردستان، خانهٔ روستایی، ابزارآلات سنتی کشاورزی، دامپروری، مطبخ روستایی و عشایر کرد، آهنگری، کارگاه حصیربافی، چیغ‌بافی، سیاه‌چادر، ماکت مردم در فصل خرماچینی، حمل و نقل قدیمی و ابزارآلات قدیمی شکار در غرفه‌هایی جداگانه نگهداری می‌شود. این اشیاء و ماکت‌ها گویای ویژگی‌های فرهنگی، آداب و رسوم و دانش بومی مردمان کرد منطقهٔ قصر شیرین در زمینهٔ کشاورزی، دامپروری، آشپزی و تولید ابزار کار است.

## تعطیلی موزه
در سال ۱۳۹۳ اعلام شد که موزهٔ مردم‌شناسی قصر شیرین در روز ۲۸ اردیبهشت همزمان با روز جهانی موزه تعطیل بوده و امکان بازدید از آن وجود نداشته‌است. مسئولان موزه علت این تعطیلی را کمبود نیروی انسانی اعلام کرده‌اند و گفته‌اند که فعالیت‌های خود را محدود به روزهایی خاص در سال کرده‌اند. بسته‌بودن موزهٔ مردم‌شناسی قصر شیرین در روز جهانی موزه در سال ۱۳۹۵ هم تکرار شد و مسئولان موزه اعلام کردند که فعالیت این موزه را به روزهای نوروز محدود کرده‌اند و به دلیل کمبود نیروی انسانی امکان بازدید از آن در دیگر روزهای سال وجود ندارد.

## بازدید از موزه
در سال ۱۳۹۲ اعلام شد که در روزهای نوروز، روزانه به طور میانگین ۳۰۰ نفر از موزهٔ مردم‌شناسی قصر شیرین بازدید کرده‌اند.

## نگارخانه

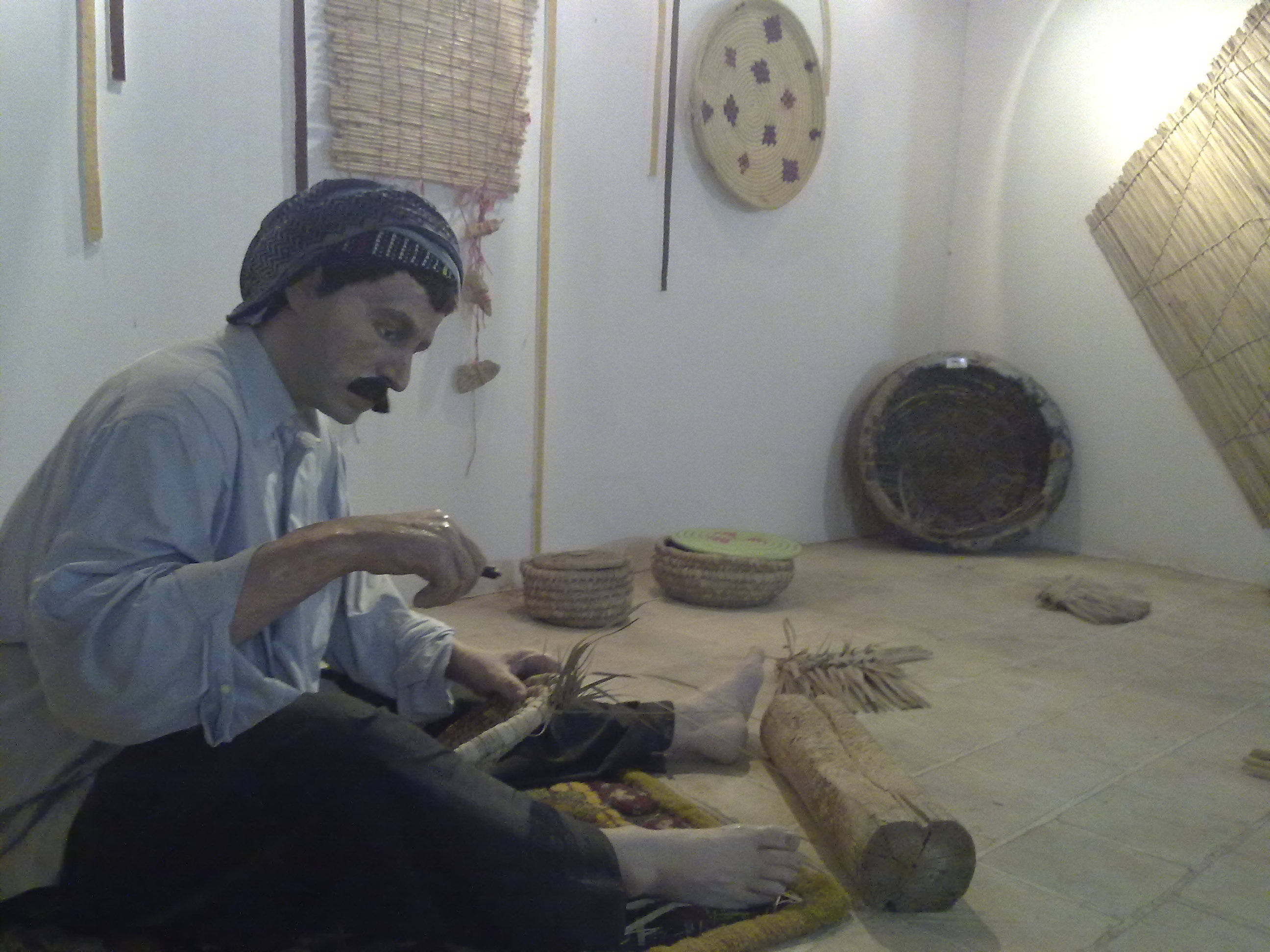
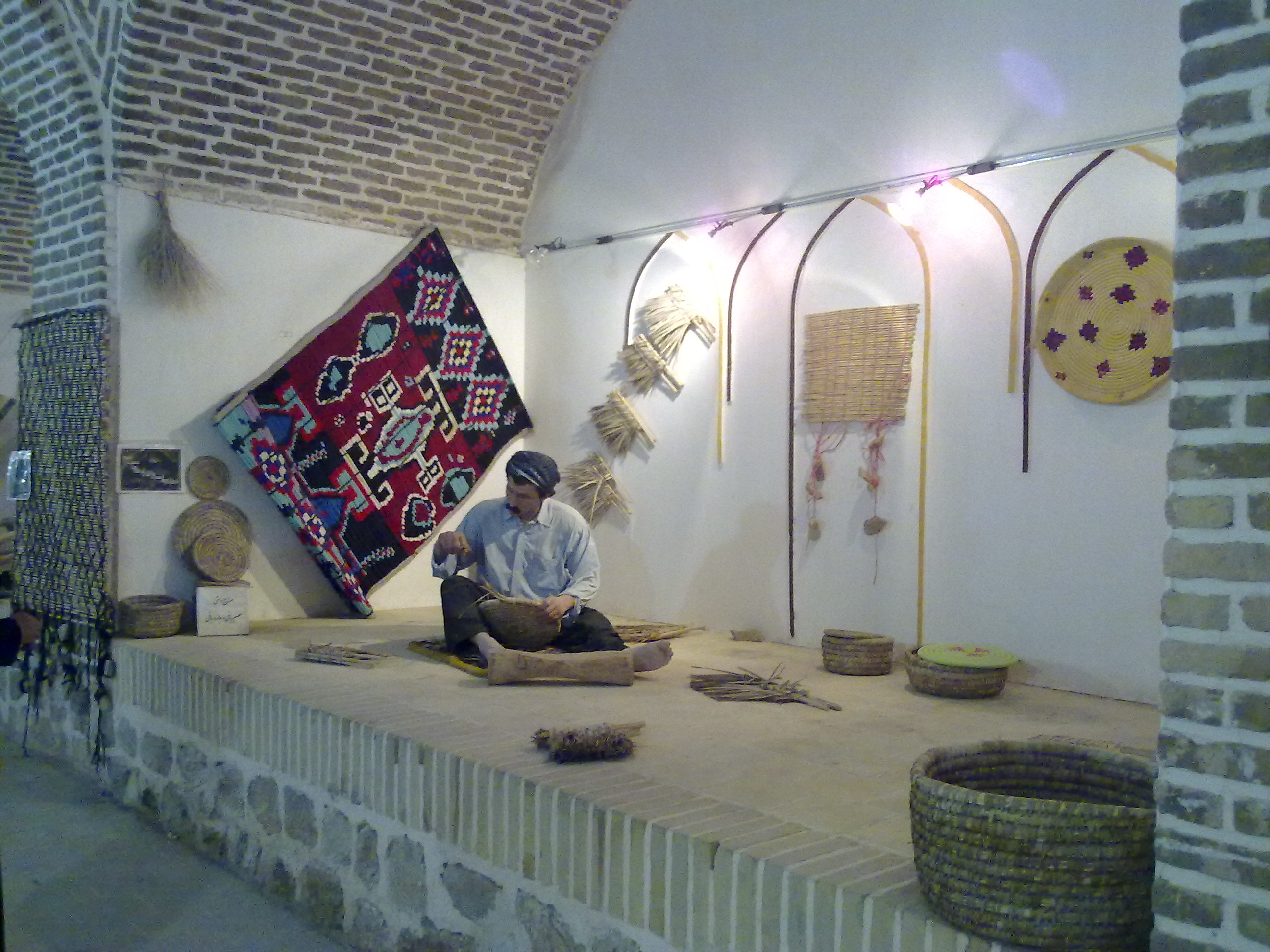